# João Jardim
João Jardim (ur. 20 grudnia 1992) – brazylijski kierowca wyścigowy.

## Kariera
Jardim rozpoczął karierę w wyścigach samochodowych w 2010 roku od startów w Brazylijskiej Formule Futuro (port. Campeonato Brasileiro de Fórmula Futuro), gdzie sześciokrotnie stawał na podium, a dwukrotnie na jego najwyższym stopniu. Z dorobkiem odpowiednio 110 punktów uplasował się na najniższym stopniu podium klasyfikacji generalnej. W późniejszych pojawiał się także w stawce Star Mazda Championship Presented by Goodyear, F3 Brazil Open oraz Europejskiego Pucharu Formuły Renault 2.0 (2011 rok).

## Statystyki
| Sezon | Seria                                 | Zespół                      | Wyścigi | Zwycięstwa | PP | NO | Podium | Punkty | Pozycja |
| ----- | ------------------------------------- | --------------------------- | ------- | ---------- | -- | -- | ------ | ------ | ------- |
| 2010  | Brazylijska Formuła Futuro            |                             | 12      | 2          | 1  | 0  | 6      | 110    | 3       |
| 2011  | Star Mazda Championship               | JDC Motorsports             | 9       | 0          | 0  | 0  | 0      | 244    | 9       |
| 2011  | F3 Brazil Open                        | Kemba Racing                | 4       | 0          | 0  | 0  | 0      |        | 9       |
| 2011  | Europejski Puchar Formuły Renault 2.0 | Interwetten.com Junior Team | 0       | 0          | 0  | 0  | 0      | 0      | NS      |